# Шандорф, Софус-Христиан-Фредерик

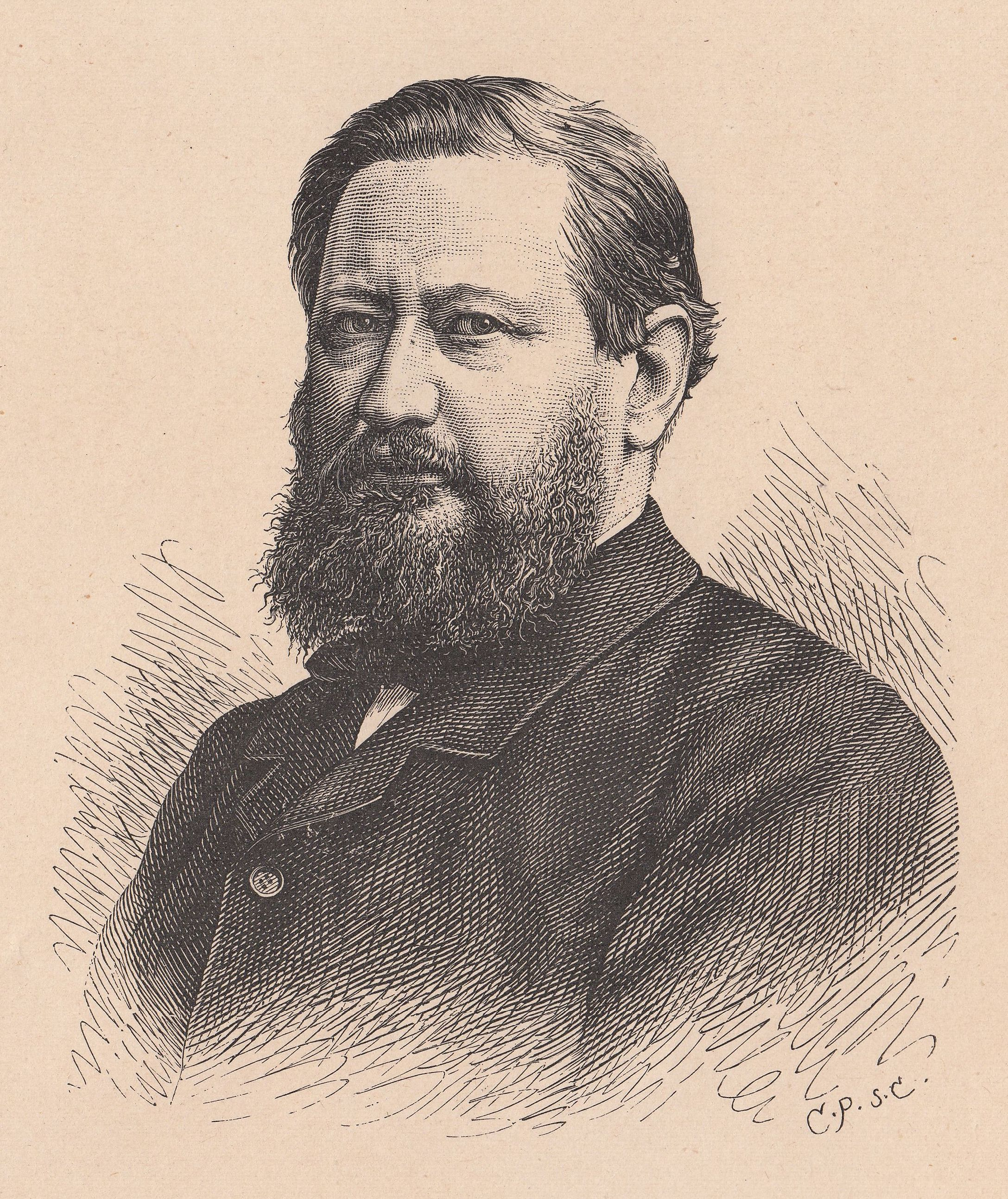
С. Шандорф около 1894

Софус-Христиан-Фредерик Шандорф известный, как Софус Шандорф (дат. Sophus Christian Frederik Schandorph; 8 мая 1836, Рингстед, Зеландия, Дания — 1 января 1901, Копенгаген, Дания) — датский писатель

 и поэт. Представитель натурализма в датской литературе.

## Биография
Родился в семье станционного смотрителя. Близко наблюдал и изучал быт провинциальных обывателей и простого народа, впоследствии, главным образом, отсюда черпал сюжеты для своих произведений. В 1855 году поступил в Копенгагенский университет. Изучал романские языки и литературу.
Кандидат наук.

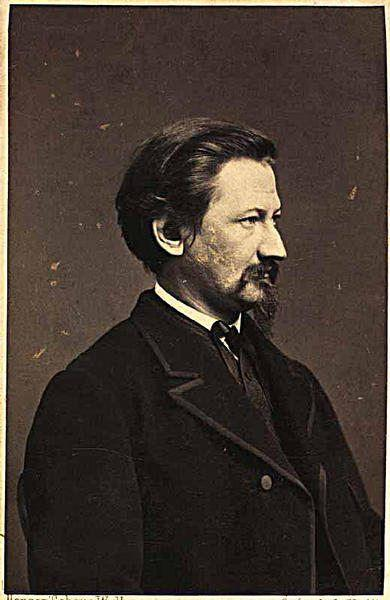
С. Шандорф. 1875 г.

В 1862 году опубликовал свой первый сборник стихов, написанных в романтическом стиле. Первая же серия рассказов из провинциального быта («Fra Provindsen», 1876), в которых сильно заметно влияние Тургенева, Золя и Брандеса, создала ему имя и обеспечила стипендию для учёбы за границей. По возвращении начался второй период литературной деятельности С. Шандорфа, к которому относятся 4 лучших его произведения: большая повесть в стихах «Unge Dage» (1879) и романы «Uden Midtpunkt» (1878; в русском переводе: «Без устоя»), позже переработанный в драматической форме, привлёк большое внимание разоблачением современных недостатков. Сочинения «Thomas Friis Historie» и «Smaafolk» (1880; последний считается выдающимся из всех прозаических произведений автора). Шандорф выступает противником романтического самообмана и восхваляет людей труда, стоящих на почве действительности и ненавидящих всякое поползновение пускать себе и другим пыль в глаза.
В 1880 г. стал получать ежегодную пенсию от государства. Писательская деятельность его продолжалась с прежним успехом, хотя и не все из выходивших ежегодно крупных и мелких произведений Шандорфа в прозе и в стихах отличались одинаковыми художественными достоинствами. Из мелких произведений его наиболее удачны помещенные в сборниках «Ti Fortaellinger» (10 рассказов, 1879 и 1882). В этих рассказах искренний и мягкий юмор автора, его симпатия и уважение к скромным труженикам, смиренным и любящим душам, своего рада «крестоносцам», чуждым всякого эгоизма, нашли полный простор и вылились в наиболее художественную форму.
Из позднейших произведений Шандорфа большой успех имели «SkovfogedbЖrnene» («Дети лесничего», 1882). Истощив, по-видимому, запас наблюдений и материалов из родной действительности, он обратился к чужой жизни и истории. Одно из его произведений, относящихся к этому периоду деятельности, рисует жизнь при дворе Людовика XIV («Den store Mademoiselle»), другое — итальянскую жизнь времен поэта Альфьери («Posten og Junker»).
Умер после продолжительной болезни.
Согласно воле Шандорфа, тело его после смерти было сожжено без соблюдения церковных обрядов.
- Эта статья (раздел) содержит текст, взятый (переведённый) из одиннадцатого издания «Британской энциклопедии», перешедшего в общественное достояние.